# Nationalpark Rokua
Der Nationalpark Rokua ist ein Schutzgebiet in Finnland. Es wurde 1996 ausgewiesen und ist 42,31 km² groß. Der Park war das erste finnische Mitglied des Geopark-Netzwerks der UNESCO.